# Резолюция 146 на Съвета за сигурност на ООН
Резолюция 146 на Съвета за сигурност на ООН е приета на 9 август 1960 г. по повод кризата в Република Конго (днес Демократична република Конго).
След като изслушва втория доклад на генералния секретар на ООН за изпълнението на резолюции 143 и 145 на Съвета и като взема предвид изявленията, направени пред Съвета от представителите на Република Конго и Белгия, с Резолюция 146 Съветът за сигурност отбелязва напредъка към изпълнението на двете резолюции на територията на Република Конго, с изключение на провинция Катанга, по отношения на която Обединените нации са били възпрепятствани да го направят, въпреки готовността си и дори направените за това опити. Съветът признава, че оттеглянето на белгийските войски от територията на областта Катанга ще бъде положителен и необходим принос към пълното прилагане на резолюциите на Съвета. Във връзка с това Резолюция 146 потвърждава властта, дадена на генералния секретар с предишните резолюции по въпроса, и го призовава да продължи да изпълнява възложените му от тях отговорности. От правителството на Белгия резолюцията изисква незабавно да изтегли войските си от Катанга в съответствие със спешните указания на генералния секретар и да изпълни с всички възможни средства резолюциите на Съвета.
С Резолюция 146 Съветът за сигурност заявява също, че навлизането на въоръжените сили на ООН в Катанга е необходимо за пълното изпълнение на резолюциите на Съвета, но също така заявява, че намиращите се на територията на Република Конго въоръжени сили на ООН не могат да участват в какъвто и да е било вътрешен конфликт от конституционен или друг характер, не могат да се възприемат като образ на вмешателство в такъв конфликт и не могат да бъдат използвани, за да се оказва влияние върху изхода на този конфликт.
От останалите страни – членки на ООН, Резолюция 146 изисква в съответствие с Хартата на ООН да се подчиняват на решенията на Съвета, да ги изпълняват и взаимно да си оказват подкрепа при прилагането на мерките, за които той настоява.
В последната част на резолюцията Съветът изисква от генералния секретар да приложи резолюцията и при необходимост да представи пред Съвета за сигурност следващ доклад по въпроса.
Резолюция 146 е приета с мнозинство от 9 гласа „за“ при двама „въздържали се“ – Франция и Италия